# FC SYNOT Slovácká Slavia Uherské Hradiště
FC SYNOT Slovácká Slavia Uherské Hradiště (dlouhodobě znám pouze jako Slovácká Slavia Uherské Hradiště) byl český fotbalový klub, který sídlil v Uherském Hradišti ve Zlínském kraji. Založen byl v roce 1894 a patřil tak k nejstarším fotbalovým klubům na Moravě. Dlouholetá historie klubu byla ukončena v roce 2000 po jeho fúzi se staroměstským FC SYNOT do nově vzniklého regionálního velkoklubu 1. FC Slovácko. Klubové barvy byly červená a bílá.
Své domácí zápasy odehrával na městském fotbalovém stadionu Miroslava Valenty s kapacitou 8 121 diváků.

## Historie klubu
Fotbal v Uherském Hradišti se začal hrát kolem roku 1894, první organizovaný klub, Český fotbalový klub Uherské Hradiště, byl založen na začátku století. Po několika letech změnil název na AC Slovácká Slavia Uherské Hradiště, který mu vydržel až do roku 1948, kdy se přejmenoval na SK Slovácká Slavia Uherské Hradiště a následně na Sokol Slovácká Slavia Uherské Hradiště. Další změna názvu se uskutečnila o pět let později, a to na TJ Spartak Hradišťan Uherské Hradiště. V roce 1961 přišel úspěch v podobě postupu do 2. ligy, kde klub vydržel 4 roky, během nichž se přejmenoval na TJ Slovácká Slavia Uherské Hradiště. Následujících 28 let s výjimkou let 1981–1983 hrál 3. nejvyšší soutěž. V roce 1993 vystoupil fotbalový oddíl z TJ a vznikla akciová společnost FC TIC Slovácká Slavia Uherské Hradiště. V následujícím roce se podařilo postoupit do druhé ligy, kterou Slovácká Slavia hned v první sezóně vyhrála a zaznamenala tak historický úspěch v podobě postupu do 1. ligy. Tam však skončila poslední a sestoupila. Protože firma TIC měla finanční problémy, odstoupila z fotbalového klubu a místo ní přišla v roce 1995 firma JOKO, což znamenalo změnu názvu na FC JOKO Slovácká Slavia Uherské Hradiště. Ani té se však nepodařilo finančně stabilizovat klub, a tak následoval sestup až do divize, od roku 1997 už bez „JOKO“ v názvu, a sloučení se staroměstským klubem.

### Historické názvy
- 1894 – ČFK Uherské Hradiště (Český fotbalový klub Uherské Hradiště)
- 1919 – AC Slovácká Slavia Uherské Hradiště (Athletic Club Slovácká Slavia Uherské Hradiště)
- 1948 – TJ Spartak Let Uherské Hradiště (Tělovýchovná jednota Spartak Let Uherské Hradiště)
- 1956 – TJ Spartak Hradišťan Uherské Hradiště (Tělovýchovná jednota Spartak Hradišťan Uherské Hradiště)
- 1967 – TJ Uherské Hradiště (Tělovýchovná jednota Uherské Hradiště)
- 1969 – TJ Slovácká Slavia Uherské Hradiště (Tělovýchovná jednota Slovácká Slavia Uherské Hradiště)
- 1993 – FC T.I.C. Slovácká Slavia Uherské Hradiště (Football Club Trade Investment Consulting Slovácká Slavia Uherské Hradiště)
- 1995 – FC JOKO Slovácká Slavia Uherské Hradiště
- 1996 – FC Slovácká Slavia Uherské Hradiště (Football Club Slovácká Slavia Uherské Hradiště)
- 1999 – FC SYNOT Slovácká Slavia Uherské Hradiště (Football Club Syn a Otec Slovácká Slavia Uherské Hradiště)

## Umístění v jednotlivých sezonách
Stručný přehled
Zdroj: 
- 1939–1944: I. A třída HHŽF (Hameleho hanácká župa footballová)
- 1945–1947: Moravskoslezská divize
- 1947–1948: I. A třída HŽF (Hanácká župa footballová)
- 1949: II. třída HŽF (Hanácká župa footballová)
- 1957–1958: I. A třída Gottwaldovského kraje
- 1958–1960: Oblastní soutěž – sk. D
- 1960–1961: Jihomoravský krajský přebor
- 1961–1966: 2. liga – sk. B
- 1966–1969: Divize D
- 1969–1977: 3. liga – sk. B
- 1977–1983: Divize D
- 1983–1991: 2. ČNFL – sk. B
- 1991–1994: Moravskoslezská fotbalová liga
- 1994–1995: 2. liga
- 1995–1996: 1. liga
- 1996–1998: 2. liga
- 1998–1999: Moravskoslezská fotbalová liga
- 1999–2000: Divize D

Jednotlivé ročníky
Zdroj: 
Legenda: Z – zápasy, V – výhry, R – remízy, P – porážky, VG – vstřelené góly, OG – obdržené góly, +/− – rozdíl skóre, B – body, červené podbarvení – sestup, zelené podbarvení – postup, fialové podbarvení – reorganizace, změna skupiny či soutěže
| Protektorát Čechy a Morava (1939 – 1945) |                                                             |                                                             |                                                             |                                                             |                                                             |                                                             |                                                             |                                                             |                                                             |                                                             |                                                             |
| Sezóny                                   | Liga                                                        | Úroveň                                                      | Z                                                           | V                                                           | R                                                           | P                                                           | VG                                                          | OG                                                          | +/-                                                         | B                                                           | Pozice                                                      |
| 1939/40                                  | I. A třída HHŽF                                             | 3                                                           | 22                                                          | 6                                                           | 3                                                           | 13                                                          | 43                                                          | 58                                                          | −15                                                         | 15                                                          | 10.                                                         |
| 1940/41                                  | I. A třída HHŽF                                             | 3                                                           | 21                                                          | 8                                                           | 2                                                           | 11                                                          | 51                                                          | 62                                                          | −11                                                         | 18                                                          | 10.                                                         |
| 1941/42                                  | I. A třída HHŽF                                             | 3                                                           | 22                                                          | 13                                                          | 4                                                           | 5                                                           | 73                                                          | 50                                                          | +23                                                         | 30                                                          | 3.                                                          |
| 1942/43                                  | I. A třída HHŽF                                             | 3                                                           | 22                                                          | 9                                                           | 4                                                           | 9                                                           | 59                                                          | 59                                                          | 0                                                           | 22                                                          | 6.                                                          |
| 1943/44                                  | I. A třída HHŽF                                             | 3                                                           | 26                                                          | 15                                                          | 6                                                           | 5                                                           | 89                                                          | 47                                                          | +42                                                         | 36                                                          | 1.                                                          |
| 1944/45                                  | Končila druhá světová válka, pravidelné soutěže se nehrály. | Končila druhá světová válka, pravidelné soutěže se nehrály. | Končila druhá světová válka, pravidelné soutěže se nehrály. | Končila druhá světová válka, pravidelné soutěže se nehrály. | Končila druhá světová válka, pravidelné soutěže se nehrály. | Končila druhá světová válka, pravidelné soutěže se nehrály. | Končila druhá světová válka, pravidelné soutěže se nehrály. | Končila druhá světová válka, pravidelné soutěže se nehrály. | Končila druhá světová válka, pravidelné soutěže se nehrály. | Končila druhá světová válka, pravidelné soutěže se nehrály. | Končila druhá světová válka, pravidelné soutěže se nehrály. |
| Československo (1945 – 1993)             |                                                             |                                                             |                                                             |                                                             |                                                             |                                                             |                                                             |                                                             |                                                             |                                                             |                                                             |
| Sezóny                                   | Liga                                                        | Úroveň                                                      | Z                                                           | V                                                           | R                                                           | P                                                           | VG                                                          | OG                                                          | +/-                                                         | B                                                           | Pozice                                                      |
| 1945/46                                  | Moravskoslezská divize                                      | 2                                                           | 30                                                          | 14                                                          | 5                                                           | 11                                                          | 83                                                          | 71                                                          | +12                                                         | 33                                                          | 7.                                                          |
| 1946/47                                  | Moravskoslezská divize                                      | 2                                                           | 26                                                          | 7                                                           | 3                                                           | 14                                                          | 57                                                          | 102                                                         | -45                                                         | 17                                                          | 14.                                                         |
| 1947/48                                  | I. A třída HŽF                                              | 3                                                           | 26                                                          | 7                                                           | 2                                                           | 17                                                          | 66                                                          | 84                                                          | −18                                                         | 16                                                          | 13.                                                         |
| 1948                                     | I. A třída HŽF                                              | 4                                                           | 11                                                          | 1                                                           | 2                                                           | 8                                                           | 20                                                          | 32                                                          | −12                                                         | 4                                                           | 11.                                                         |
| 1949                                     | II. třída HŽF – sk. jih                                     | 4                                                           | 26                                                          | 4                                                           | 6                                                           | 16                                                          | 51                                                          | 98                                                          | −37                                                         | 14                                                          | 14.                                                         |
| ...                                      |                                                             |                                                             |                                                             |                                                             |                                                             |                                                             |                                                             |                                                             |                                                             |                                                             |                                                             |
| 1957/58                                  | I. A třída Gottwaldovského kraje                            | 4                                                           | 33                                                          | 21                                                          | 6                                                           | 6                                                           | 98                                                          | 53                                                          | +45                                                         | 48                                                          | 1.                                                          |
| 1958/59                                  | Oblastní soutěž – sk. D                                     | 3                                                           | 26                                                          | 11                                                          | 6                                                           | 9                                                           | 54                                                          | 41                                                          | +13                                                         | 28                                                          | 5.                                                          |
| 1959/60                                  | Oblastní soutěž – sk. D                                     | 3                                                           | 28                                                          | 15                                                          | 5                                                           | 8                                                           | 66                                                          | 39                                                          | +27                                                         | 35                                                          | 4.                                                          |
| 1960/61                                  | Jihomoravský krajský přebor                                 | 3                                                           | 26                                                          | 17                                                          | 6                                                           | 3                                                           | 68                                                          | 26                                                          | +42                                                         | 40                                                          | 1.                                                          |
| 1961/62                                  | 2. liga – sk. B                                             | 2                                                           | 22                                                          | 9                                                           | 4                                                           | 9                                                           | 42                                                          | 35                                                          | +7                                                          | 22                                                          | 6.                                                          |
| 1962/63                                  | 2. liga – sk. B                                             | 2                                                           | 26                                                          | 8                                                           | 7                                                           | 11                                                          | 48                                                          | 44                                                          | +4                                                          | 23                                                          | 9.                                                          |
| 1963/64                                  | 2. liga – sk. B                                             | 2                                                           | 26                                                          | 12                                                          | 6                                                           | 8                                                           | 41                                                          | 42                                                          | −1                                                          | 30                                                          | 6.                                                          |
| 1964/65                                  | 2. liga – sk. B                                             | 2                                                           | 26                                                          | 11                                                          | 6                                                           | 9                                                           | 40                                                          | 37                                                          | +3                                                          | 28                                                          | 7.                                                          |
| 1965/66                                  | 2. liga – sk. B                                             | 2                                                           | 26                                                          | 4                                                           | 3                                                           | 19                                                          | 19                                                          | 49                                                          | −30                                                         | 11                                                          | 14.                                                         |
| 1966/67                                  | Divize D                                                    | 3                                                           | 26                                                          | 9                                                           | 8                                                           | 9                                                           | 36                                                          | 29                                                          | +7                                                          | 26                                                          | 7.                                                          |
| 1967/68                                  | Divize D                                                    | 3                                                           | 26                                                          | 7                                                           | 9                                                           | 10                                                          | 31                                                          | 36                                                          | −5                                                          | 23                                                          | 7.                                                          |
| 1968/69                                  | Divize D                                                    | 3                                                           | 26                                                          | 9                                                           | 10                                                          | 7                                                           | 31                                                          | 33                                                          | −2                                                          | 28                                                          | 8.                                                          |
| 1969/70                                  | 3. liga – sk. B                                             | 3                                                           | 30                                                          | 16                                                          | 6                                                           | 6                                                           | 46                                                          | 35                                                          | +11                                                         | 38                                                          | 3.                                                          |
| 1970/71                                  | 3. liga – sk. B                                             | 3                                                           | 30                                                          | 10                                                          | 6                                                           | 14                                                          | 33                                                          | 42                                                          | −9                                                          | 26                                                          | 11.                                                         |
| 1971/72                                  | 3. liga – sk. B                                             | 3                                                           | 30                                                          | 9                                                           | 10                                                          | 11                                                          | 27                                                          | 34                                                          | −7                                                          | 28                                                          | 12.                                                         |
| 1972/73                                  | 3. liga – sk. B                                             | 3                                                           | 30                                                          | 12                                                          | 6                                                           | 12                                                          | 34                                                          | 39                                                          | −5                                                          | 30                                                          | 8.                                                          |
| 1973/74                                  | 3. liga – sk. B                                             | 3                                                           | 30                                                          | 9                                                           | 8                                                           | 13                                                          | 26                                                          | 31                                                          | −5                                                          | 26                                                          | 13.                                                         |
| 1974/75                                  | 3. liga – sk. B                                             | 3                                                           | 30                                                          | 15                                                          | 2                                                           | 13                                                          | 43                                                          | 39                                                          | +4                                                          | 32                                                          | 5.                                                          |
| 1975/76                                  | 3. liga – sk. B                                             | 3                                                           | 30                                                          | 13                                                          | 6                                                           | 11                                                          | 34                                                          | 27                                                          | +7                                                          | 32                                                          | 7.                                                          |
| 1976/77                                  | 3. liga – sk. B                                             | 3                                                           | 30                                                          | 4                                                           | 12                                                          | 14                                                          | 24                                                          | 41                                                          | −17                                                         | 20                                                          | 13.                                                         |
| 1977/78                                  | Divize D                                                    | 3                                                           | 30                                                          | 13                                                          | 8                                                           | 9                                                           | 41                                                          | 31                                                          | +10                                                         | 34                                                          | 4.                                                          |
| 1978/79                                  | Divize D                                                    | 3                                                           | 30                                                          | 11                                                          | 8                                                           | 11                                                          | 31                                                          | 30                                                          | +1                                                          | 30                                                          | 6.                                                          |
| 1979/80                                  | Divize D                                                    | 3                                                           | 30                                                          | 9                                                           | 11                                                          | 10                                                          | 38                                                          | 41                                                          | −3                                                          | 29                                                          | 8.                                                          |
| 1980/81                                  | Divize D                                                    | 3                                                           | 30                                                          | 10                                                          | 8                                                           | 12                                                          | 35                                                          | 32                                                          | +3                                                          | 28                                                          | 7.                                                          |
| 1981/82                                  | Divize D                                                    | 4                                                           | 26                                                          | 14                                                          | 6                                                           | 6                                                           | 38                                                          | 26                                                          | +12                                                         | 34                                                          | 2.                                                          |
| 1982/83                                  | Divize D                                                    | 4                                                           | 26                                                          | 20                                                          | 3                                                           | 3                                                           | 68                                                          | 17                                                          | +51                                                         | 43                                                          | 1.                                                          |
| 1983/84                                  | 2. ČNFL – sk. B                                             | 3                                                           | 30                                                          | 15                                                          | 6                                                           | 9                                                           | 50                                                          | 37                                                          | +13                                                         | 36                                                          | 5.                                                          |
| 1984/85                                  | 2. ČNFL – sk. B                                             | 3                                                           | 30                                                          | 17                                                          | 7                                                           | 6                                                           | 56                                                          | 26                                                          | +30                                                         | 41                                                          | 2.                                                          |
| 1985/86                                  | 2. ČNFL – sk. B                                             | 3                                                           | 30                                                          | 12                                                          | 6                                                           | 12                                                          | 42                                                          | 42                                                          | 0                                                           | 30                                                          | 8.                                                          |
| 1986/87                                  | 2. ČNFL – sk. B                                             | 3                                                           | 30                                                          | 13                                                          | 7                                                           | 10                                                          | 46                                                          | 36                                                          | +10                                                         | 41                                                          | 4.                                                          |
| 1987/88                                  | 2. ČNFL – sk. B                                             | 3                                                           | 28                                                          | 9                                                           | 9                                                           | 10                                                          | 25                                                          | 32                                                          | −7                                                          | 27                                                          | 10.                                                         |
| 1988/89                                  | 2. ČNFL – sk. B                                             | 3                                                           | 30                                                          | 11                                                          | 7                                                           | 12                                                          | 44                                                          | 41                                                          | −3                                                          | 29                                                          | 8.                                                          |
| 1989/90                                  | 2. ČNFL – sk. B                                             | 3                                                           | 30                                                          | 12                                                          | 7                                                           | 11                                                          | 40                                                          | 37                                                          | +3                                                          | 31                                                          | 9.                                                          |
| 1990/91                                  | 2. ČNFL – sk. B                                             | 3                                                           | 30                                                          | 14                                                          | 5                                                           | 11                                                          | 47                                                          | 30                                                          | +17                                                         | 33                                                          | 5.                                                          |
| 1991/92                                  | Moravskoslezská fotbalová liga                              | 3                                                           | 30                                                          | 14                                                          | 8                                                           | 8                                                           | 44                                                          | 28                                                          | +16                                                         | 36                                                          | 3.                                                          |
| 1992/93                                  | Moravskoslezská fotbalová liga                              | 3                                                           | 30                                                          | 10                                                          | 8                                                           | 12                                                          | 48                                                          | 55                                                          | −7                                                          | 28                                                          | 9.                                                          |
| Česko (1993 – 2000)                      |                                                             |                                                             |                                                             |                                                             |                                                             |                                                             |                                                             |                                                             |                                                             |                                                             |                                                             |
| Sezóna                                   | Liga                                                        | Úroveň                                                      | Z                                                           | V                                                           | R                                                           | P                                                           | VG                                                          | OG                                                          | +/-                                                         | B                                                           | Pozice                                                      |
| 1993/94                                  | Moravskoslezská fotbalová liga                              | 3                                                           | 30                                                          | 22                                                          | 6                                                           | 2                                                           | 69                                                          | 13                                                          | +56                                                         | 50                                                          | 1.                                                          |
| 1994/95                                  | 2. liga                                                     | 2                                                           | 34                                                          | 19                                                          | 9                                                           | 6                                                           | 56                                                          | 19                                                          | +37                                                         | 66                                                          | 1.                                                          |
| 1995/96                                  | 1. liga                                                     | 1                                                           | 30                                                          | 3                                                           | 8                                                           | 19                                                          | 19                                                          | 65                                                          | −46                                                         | 17                                                          | 16.                                                         |
| 1996/97                                  | 2. liga                                                     | 2                                                           | 30                                                          | 8                                                           | 9                                                           | 13                                                          | 25                                                          | 46                                                          | −21                                                         | 33                                                          | 14.                                                         |
| 1997/98                                  | 2. liga                                                     | 2                                                           | 28                                                          | 2                                                           | 3                                                           | 23                                                          | 11                                                          | 73                                                          | −62                                                         | 9                                                           | 15.                                                         |
| 1998/99                                  | Moravskoslezská fotbalová liga                              | 3                                                           | 30                                                          | 4                                                           | 9                                                           | 17                                                          | 20                                                          | 60                                                          | −40                                                         | 21                                                          | 15.                                                         |
| 1999/00                                  | Divize D                                                    | 4                                                           | 30                                                          | 17                                                          | 6                                                           | 7                                                           | 43                                                          | 25                                                          | +18                                                         | 57                                                          | 1.                                                          |

Poznámky:
- 1940/41: Chybí výsledek jednoho utkání.[6]
- 1968/69: Po sezóně došlo k reorganizaci soutěží, kdy se Divize D stala jednou ze skupin 4. nejvyšší soutěže - prvních 9 mužstev postoupilo do 3. ligy – sk. B 1969/70, posledních 5 sestoupilo do Divize D 1969/70 (jako jedné ze skupin 4. nejvyšší soutěže).
- 1976/77: Po sezóně proběhla reorganizace nižších soutěží, přičemž Divize D se stala jednou ze skupin 3. nejvyšší soutěže, krajské přebory byly 4. stupněm.
- 1980/81: Po sezóně byla provedena reorganizace nižších soutěží, Divize D je od sezóny 1981/82 jednou ze skupin 4. nejvyšší soutěže. Vzhledem ke zmiňované reorganizaci postoupila 4 mužstva, fakticky však hrála dále v jedné ze skupin 3. nejvyšší soutěže.
- 1997/98: Slovácká Slavia odehrála celý ročník 2. ligy na hřišti v Kunovicích, protože stadión v Uherském Hradišti byl po záplavě v červenci 1997 v rekonstrukci.
- 1999/00: Po sezóně došlo ke sloučení Slovácké Slavie se Starým Městem, místo Slovácké Slavie zaujala rezerva nového klubu.

## Osobnosti klubu
- Zdeněk Caudr
- Bronislav Červenka
- Vratislav Chaloupka
- Richard Dostálek
- Zdeněk Jánoš
- Michal Kadlec
- Miroslav Kadlec
- Milan Kerbr
- Karel Kuba
- Marcel Litoš
- Pavel Němčický
- Jiří Ondra
- Miroslav Pauřík
- Lubomír Vlk
- Miroslav Vybíral

## FC SYNOT Slovácká Slavia Uherské Hradiště „B“
FC SYNOT Slovácká Slavia Uherské Hradiště „B“ byl poslední název rezervního týmu Slovácké Slavie Uherské Hradiště, který se pohyboval v okresních i krajských soutěžích.

### Umístění v jednotlivých sezonách
Legenda: Z – zápasy, V – výhry, R – remízy, P – porážky, VG – vstřelené góly, OG – obdržené góly, +/− – rozdíl skóre, B – body, červené podbarvení – sestup, zelené podbarvení – postup, fialové podbarvení – reorganizace, změna skupiny či soutěže
| Československo (1969 – 1993) |                                              |        |    |     |     |     |     |     |     |    |        |
| Sezóny                       | Liga                                         | Úroveň | Z  | V   | R   | P   | VG  | OG  | +/– | B  | Pozice |
| 1969/70                      | I. B třída Středomoravského kraje – sk. D    | 7      | 22 | 5   | 9   | 8   | 40  | 36  | +4  | 19 | 6.     |
| 1970/71                      | I. B třída Středomoravského kraje – sk. D    | 7      | 22 | 9   | 3   | 10  | 55  | 49  | +6  | 21 | 6.     |
| 1971/72                      | I. B třída Středomoravského kraje – sk. D    | 7      | 22 | 11  | 5   | 6   | 43  | 41  | +2  | 27 | 3.     |
| 1972/73                      | I. B třída Jihomoravského kraje – sk. F      | 7      | 26 | 12  | 5   | 9   | 48  | 50  | −2  | 29 | 5.     |
| 1973/74                      | I. B třída Jihomoravského kraje – sk. F      | 7      | 26 | 11  | 5   | 10  | 39  | 36  | +3  | 27 | 4.     |
| 1974/75                      | I. B třída Jihomoravského kraje – sk. F      | 7      | 26 | 11  | 2   | 13  | 52  | 41  | +11 | 24 | 11.    |
| 1975/76                      | I. B třída Jihomoravského kraje – sk. F      | 7      | 26 | 10  | 4   | 12  | 34  | 32  | +2  | 24 | 9.     |
| 1976/77                      | I. B třída Jihomoravského kraje – sk. F      | 7      | 26 | 16  | 2   | 8   | 49  | 32  | +17 | 34 | 2.     |
| 1977/78                      | I. B třída Jihomoravského kraje – sk. F      | 6      | 26 | 12  | 11  | 3   | 59  | 22  | +37 | 35 | 1.     |
| 1978/79                      | I. A třída Jihomoravského kraje – sk. C      | 5      | 26 | 9   | 6   | 11  | 41  | 46  | −5  | 24 | 10.    |
| 1979/80                      | I. B třída Jihomoravského kraje – sk. D      | 6      | 30 | 12  | 7   | 11  | 50  | 45  | +5  | 31 | 6.     |
| 1980/81                      | I. B třída Jihomoravského kraje – sk. D      | 6      | 30 | 13  | 10  | 7   | 40  | 31  | +9  | 36 | 4.     |
| 1981/82                      | I. B třída Jihomoravského kraje – sk. D      | 6      | 29 | 12  | 4   | 13  | 43  | 36  | +7  | 28 | 9.     |
| 1982/83                      | I. B třída Jihomoravského kraje – sk. D      | 7      | 30 | 12  | 7   | 11  | 45  | 40  | +5  | 31 | 7.     |
| 1983/84                      | Jihomoravská krajská soutěž I. třídy – sk. F | 6      | 26 | 7   | 8   | 11  | 21  | 36  | −15 | 22 | 10.    |
| 1984/85                      | Jihomoravská krajská soutěž I. třídy – sk. F | 6      | 26 | 15  | 2   | 9   | 35  | 23  | +12 | 32 | 2.     |
| 1985/86                      | Jihomoravská krajská soutěž I. třídy – sk. F | 6      | 26 | 10  | 6   | 10  | 46  | 41  | +5  | 26 | 7.     |
| 1986/87                      | I. B třída Jihomoravského kraje – sk. D      | 7      | 26 | 11  | 8   | 7   | 53  | 32  | +21 | 30 | 2.     |
| 1987/88                      | I. B třída Jihomoravského kraje – sk. D      | 7      | 26 | 12  | 4   | 10  | 39  | 35  | +4  | 28 | 6.     |
| 1988/89                      | I. B třída Jihomoravského kraje – sk. D      | 7      | 26 | 17  | 3   | 6   | 47  | 23  | +24 | 37 | 1.     |
| 1989/90                      | I. A třída Jihomoravského kraje – sk. B      | 6      | 26 | ... | ... | ... | ... | ... | ... |    |        |
| 1990/91                      | I. A třída Jihomoravského kraje – sk. B      | 6      | 26 | ... | ... | ... | ... | ... | ... |    |        |
| 1991/92                      | I. A třída Středomoravské župy – sk. B       | 6      | 26 | 4   | 14  | 8   | 20  | 34  | −14 | 22 | 11.    |
| 1992/93                      | I. A třída Středomoravské župy – sk. B       | 6      | 26 | 5   | 7   | 14  | 26  | 45  | −19 | 17 | 14.    |
| Česko (1993 – 2000)          |                                              |        |    |     |     |     |     |     |     |    |        |
| Sezóny                       | Liga                                         | Úroveň | Z  | V   | R   | P   | VG  | OG  | +/– | B  | Pozice |
| 1993/94                      | I. B třída Středomoravské župy – sk. B       | 7      | 26 | 12  | 5   | 9   | 44  | 40  | +4  | 29 | 4.     |
| 1994/95                      | I. B třída Středomoravské župy – sk. B       | 7      | 26 | 11  | 1   | 14  | 58  | 55  | +3  | 34 | 9.     |
| 1995/96                      | I. B třída Středomoravské župy – sk. B       | 7      | 26 | 8   | 7   | 11  | 52  | 39  | +13 | 31 | 9.     |
| 1996/97                      | I. B třída Středomoravské župy – sk. B       | 7      | 26 | 8   | 9   | 9   | 38  | 34  | +4  | 33 | 8.     |
| 1997/98                      | Okresní přebor Uherskohradišťska             | 8      | 26 | 12  | 5   | 9   | 46  | 33  | +13 | 41 | 4.     |
| 1998/99                      | Okresní přebor Uherskohradišťska             | 8      | 26 | 15  | 7   | 4   | 65  | 32  | +33 | 52 | 1.     |
| 1999/00                      | I. B třída Středomoravské župy – sk. C       | 7      | 26 | 8   | 6   | 12  | 45  | 51  | −6  | 33 | 12.    |

Poznámky:
- 1981/82: Chybí výsledek posledního utkání.[31]
- 1982/83: Archiv sezon TJ Nivnice uvádí bilanci 12 výher, 6 remíz, 12 porážek, skóre 44:42 a 9. místo v tabulce,[32] kdežto v novinách Naše pravda je bilance 12 výher, 7 remíz, 11 porážek, skóre 45:40 a 7. místo v tabulce.[33]
- 1983/84: Archiv sezon TJ Nivnice uvádí skóre 22:36,[34] kdežto v novinách Naše pravda je skóre 21:36.[35]
- 1985/86: Archiv sezon TJ Vlčnov uvádí skóre 45:42 a 6. místo v tabulce,[37] kdežto v novinách Naše pravda je skóre 46:41 a 7. místo v tabulce.[38]

## TJ Slovácká Slavia Uherské Hradiště „C“
TJ Slovácká Slavia Uherské Hradiště „C“ byl poslední název druhého rezervního týmu Slovácké Slavie Uherské Hradiště, který se pohyboval v okresních soutěžích.

### Umístění v jednotlivých sezonách
Legenda: Z – zápasy, V – výhry, R – remízy, P – porážky, VG – vstřelené góly, OG – obdržené góly, +/− – rozdíl skóre, B – body, červené podbarvení – sestup, zelené podbarvení – postup, fialové podbarvení – reorganizace, změna skupiny či soutěže
| Československo (1992 – 1993) |                                  |        |    |    |   |   |    |    |     |    |        |
| Sezóny                       | Liga                             | Úroveň | Z  | V  | R | P | VG | OG | +/– | B  | Pozice |
| 1992/93                      | Okresní přebor Uherskohradišťska | 8      | 22 | 13 | 1 | 8 | 48 | 32 | +16 | 27 | 3.     |